# Millennium (Hellsing)
Millennium es una organización ficticia nazi de la serie de manga Hellsing de Kōta Hirano. El nombre "Millennium", es una referencia al "Reich de los mil años" ("millennium" es milenio en inglés) que Adolf Hitler quiso establecer en la Segunda Guerra Mundial. Luego del final de la guerra, este misterioso grupo juntó todos sus recursos y, con ayuda de El Vaticano, se reubicó en Brasil para esconderse. Los investigadores de Millennium descubrieron una manera de transformar personas en vampiros por medio de métodos desconocidos (aunque se sugiere que involucra algún tipo de cirugía), y los monitorea usando chips de computadora implantados.
Millennium parece ser la versión sobrenatural de Los muchachos de Brasil (The Boys from Brazil). La mayoría de los miembros son monstruos de algún tipo, o han encontrado alguna forma de extender sus vidas.

## Historia
Millennium se fundó antes del final de la Segunda Guerra Mundial, por la Orden Especial #666 de Hitler, como medio de investigar y usar fenómenos sobrenaturales con propósitos militares. En 1944, el proyecto de crear un ejército de vampiros fue arruinado por Walter C. Dornez de catorce años y su cómplice, Alucard (quien había aparentemente tomado la forma de una niña). En la historia actual (en 1999-2000), Walter y Alucard dicen haber "matado a todos" y puesto un fin a sus experimentos, pero todavía no se sabe con seguridad exactamente lo que pasó durante esos eventos. Es aparente que, en realidad, no mataron al Mayor, al Doctor, al Capitán, ni a Rip van Winkle. De hecho, el estado actual de su supuesta fuente vampírica (una vampiresa sin nombre solo referida como "Ella") (en el capítulo 94 se descubre que es Mina Harker de la obra Drácula de Bram Stoker) es desconocido. Los eventos que toman lugar en 1944 se cuentan en la precuela de Hellsing, Hellsing: El Amanecer.
Luego de este evento, Millennium comenzó a planear su escape. Para el fin de la guerra, la mayoría de los miembros ya habían huido a Sudamérica, llevándose con ellos un batallón de 1000 voluntarios de la Waffen-SS. Esto llegó a ser conocido como el "Último Batallón" ("Letzte Bataillon" en alemán).
Al final del capítulo 94, los últimos integrantes de Millennium, que son el Mayor, el Doctor y Walter, mueren en el zepelin en donde se encuentran; el primero por el enfrentamiento por Integra y los dos últimos, al descubrirse que el Doctor tenía retenida a Mina Harker y la iba a emplear para rearmar a Millennium, pero Walter lo evita y asesina al Doctor. Walter destruye el cadáver de la vampira y luego fuma un cigarrillo esperando que las llamas lo cubrieran y terminaran con su vida.

## Miembros
El Mayor / SS-Sturmbannführer Montana Max
Un antiguo oficial de la SS. Estaba a cargo de los experimentos nazis con vampiros y hombres lobo, hasta que la operación fue destruida por Walter y Alucard en 1944. Ahora regresó para vengarse e iniciar una guerra sin fin.
El Doctor
Un científico loco cuya investigación condujo a la creación de un ejército de vampiros nazis a partir de 1000 voluntarios además de prolongar sus vidas.
El Capitán / SS-Hauptsturmführer Hans Günsche
El lugarteniente silencioso y estoico del Mayor. Él es el único hombre lobo real en las fuerzas Werewolf de Millennium.
Teniente Primera / SS-Obersturmführer Rip van Winkle
Una de los mejores soldados de Millennium, y miembro de las fuerzas especiales Werwolf. Usa balas especiales en un mosquete de chista de cañón largo, que "castigan a todos, sin distinción". Su nombre proviene de un cuento corto de Washington Irving con el mismo nombre, Rip van Winkle.
Teniente Primera / SS-Obersturmführer Zorin Blitz
Una vampiresa alta y musculosa que es parte de la fuerza Werewolf. Es la comandante de una de las fuerzas de zeppelin de Millennium, y es, aparentemente, la instigadora del ataque de los Hermanos Valentine a la Mansión Hellsing. Es además conocedora de hechicería y poseedora de magia,  lo que también la vuelve una bruja.
HJ-Obersturmführer (Suboficial) Schrödinger
Schrödinger ha sido identificado por Hirano como un niño gato. Fue creado por el Doctor (a quién él se refiere irreverentemente como "Doc"). El personaje deriva de la paradoja de la física cuántica del gato de Schrödinger, y muestra algunas habilidades que se podrían describir como saltos en el espacio-tiempo, estar en dos sitios a la vez o estar vivo y muerto al mismo tiempo.
Tubalcain Alhambra
También conocido como Dandy Man, es un colaborador brasileño de Millennium, sus armas son unas cartas afiladas como navajas. Él es quien envía el equipo especial G.A.T.E. tras Alucard y Seras Victoria. Su nombre Tubalcain es el de un patriarca antediluviano mencionado en el Génesis de la Biblia, también relacionado con tradiciones demonológicas, y el apellido Alhambra está tomado de una fortaleza palatina árabe en Granada, España.
Luke y Jan Valentine
Estos dos hermanos vampiros (FREAKs en el anime, humanos vueltos vampiros por medio de un chip) tienen mucha influencia en la clandestinidad y el submundo criminal. Sus orígenes exactos son desconocidos, sin embargo, en el segundo episodio del OVA, un comentario de Jan sugiere que son de clase baja y aparentemente norteamericanos. Con un ejército de ghouls, atacaron el cuartel general de Hellsing. Jan usa un par de FN P-90s silenciadas y altamente modificadas, mientras que Luke usa dos M1 Garands recortados (en el OVA, los acompaña con lo que parece ser un cuchillo bowie). Jan se enfrentó a Walter y Victoria, mientras Luke descendía al sótano para luchar con Alucard. Éste lo abruma y mata fácilmente, mientras que Jan arde hasta quedar hecho cenizas por los dispositivos implantados en su cuerpo. Estos son activados por el Doctor y el Mayor, ya que casi revela sus identidades. Mucho más tarde tras el ataque de Millenniuma a Londres, Luke resurge de las entrañas de Baskerville, el sabueso infernal de Alucard que se lo había comido, mientras Alucard se encuentra en una batalla con Walter. Walter lo usa como un títere y Alucard lo enfrenta, finalmente es apuñalado erróneamente en el corazón por Walter, matándolo definitivamente. A pesar de haber muerto en el volumen 2, ellos reaparecen varias veces en los omakes, generalmente en situaciones extremadamente cómicas.
Walter C. Dornez
Walter era un miembro retirado de la Organización Hellsing de 70 años. Al comienzo de la serie, actúa como el mayordomo de Integra. Sin embargo, más tarde hace honor a su nombre de "Ángel de la Muerte" (Shini-Gami), cuando la Mansión Hellsing es atacada. La mente de Walter fue alterada en alguna clase de operación por el Doctor, le lavaron el cerebro para quitarle sus reservas de luchar, y ahora pelear para Millennium. La historia parece también indicar que Walter podría haberse aliado secretamente a Millennium ya en 1944. La razón de su traición es todavía fuente de debate entre los fans.